# Peter Rickmers (Reeder)

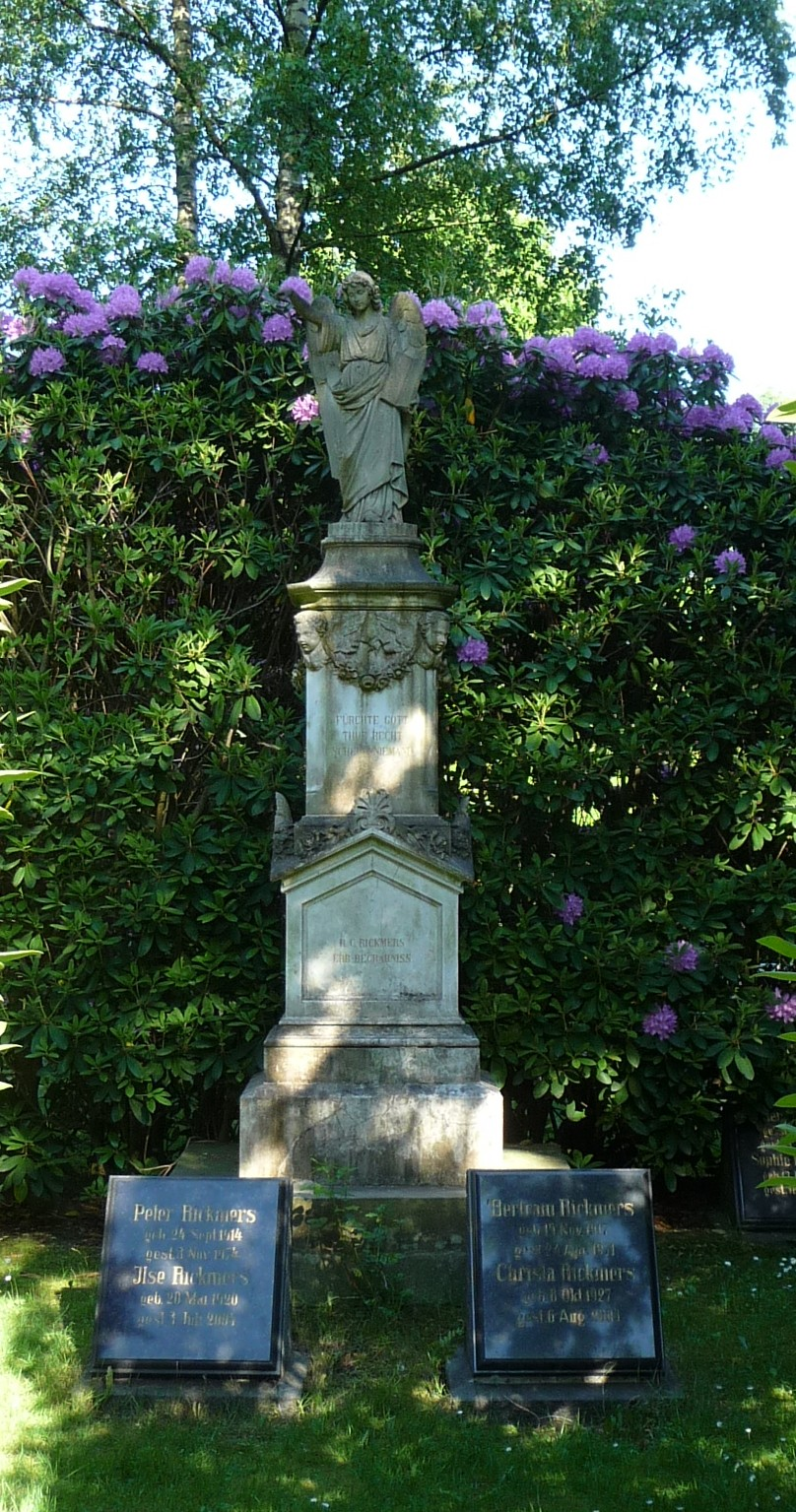
Familiengrab R. C. Rickmers auf dem Wulsdorfer Friedhof

Peter Andreas Rickmers (* 8. August 1838 in Bremerhaven; † 15. Dezember 1902 in Bremerhaven) war ein deutscher Werftbesitzer, Reeder und Reiskaufmann.

## Biografie
Rickmers war der Sohn von Rickmer Clasen Rickmers (1807–1886), Gründer der bekannten Rickmers Reederei. Verheiratet war er mit Maria Rickmers. Robert Rickmers (1864–1948) und Paul Rickmers (1873–1946) waren ihre Söhne. Mit seinen Brüdern Andreas Rickmers (1835–1924) und Wilhelm Rickmers (1844–1891) leitete er die Firmen des Gründers weiter.
Seine Ausbildung erhielt er im väterlichen Unternehmen sowie am Polytechnikum Hannover. Hier schloss er sich der Landsmannschaft Slesvico-Holsatia, dem späteren Corps Slesvico-Holsatia, an. Nach dem Tod des Vaters (1886) leiteten er und sein Bruder Andreas das Gesamtunternehmen, das seit 1889 Rickmers Reismühlen Rhederei und Schiffbau AG hieß. Die Aktien der ursprünglichen Handelsgesellschaft R. C. Rickmers blieben komplett im Besitz der Familie.
Rickmers betrieb als Mitglied des Preußischen Abgeordnetenhauses, zusammen mit Diederich Hahn (1859–1918) 1891 erfolgreich die Wahl des gestürzten Kanzlers Otto von Bismarck für das Gebiet des Elbe-Weser-Dreiecks (19. Hannov. Wahlkreis) in den Deutschen Reichstag.
Rickmers führte in der Firmengruppe vorwiegend die Reederei und die Werft in Bremerhaven. Der Vater lehnte den Bau von Stahlschiffen ab. Nach dessen Tod (1886) stellt er die Werft auf den modernen Eisenschiffbau um. Bekannt wurden aus seiner Zeit der Segler R.C. Rickmers von 1906, der mit einer Hilfsmaschine ausgestattet war sowie auch die Schiffe Maria Rickmers und die Rickmer Rickmers. 1914 hieß, nach der erfolgten Ausgliederung des Reisgeschäfts, das Unternehmen Rickmers Rhederei und Schiffbau AG.
Er wurde auf dem Bremerhavener Friedhof in Wulsdorf beigesetzt.

## Ehrungen
- Die Rickmersstraße in Bremerhaven-Lehe wurde nach ihm und seiner Familie benannt.
- Die Bark Peter Rickmers (1867–1884) trug seinen Namen
- Das Stahl-Viermastvollschiff Peter Rickmers (1889–1908) trug seinen Namen.